# Linguine

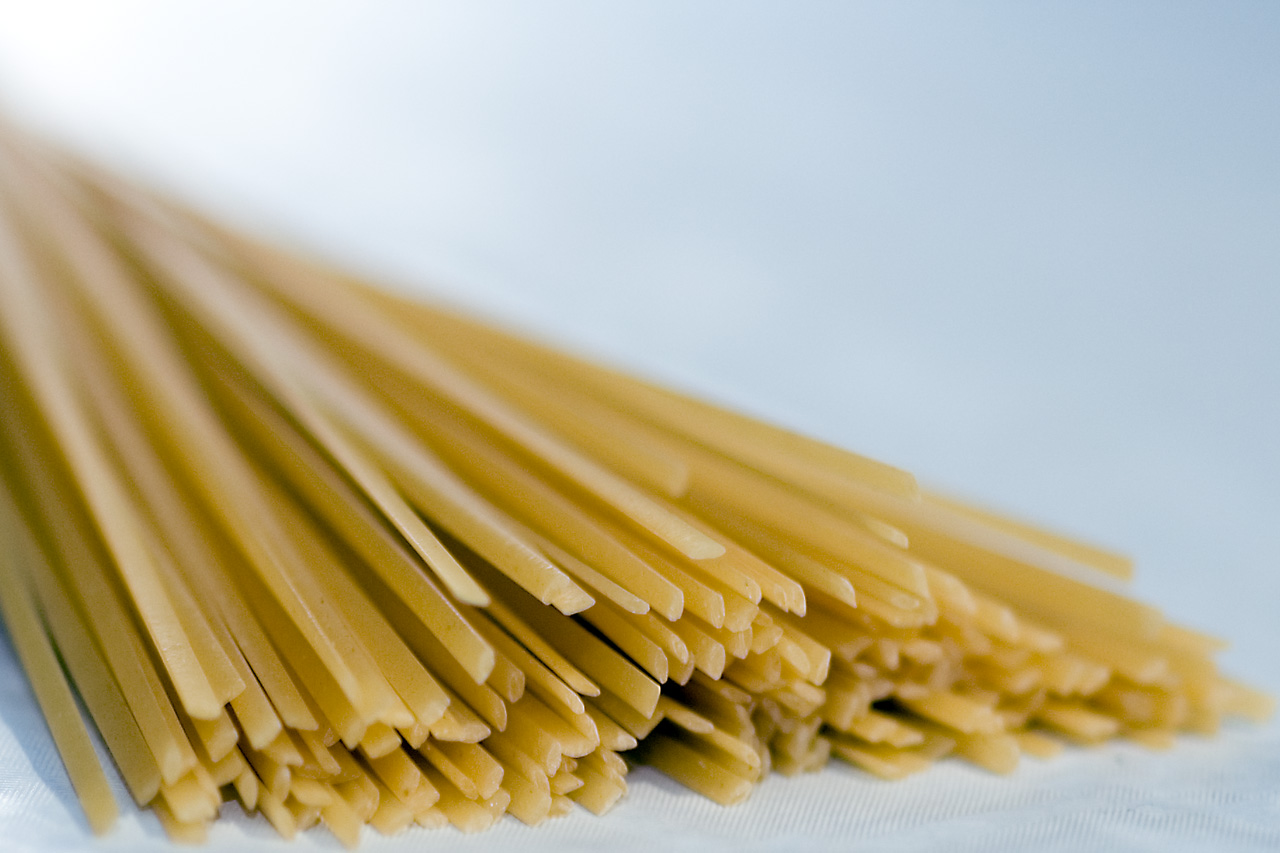
Linguine

Linguine (ofta felaktigt skrivet linguini) är ett slags pasta, platt som fettuccine och trenette, men smal som spaghetti. Namnet betyder "små tungor" på italienska, där det är plural av det feminina linguina. En tunnare version av pastan kallas linguettine. Linguine alle vongole (med musslor) är en vanlig rätt med pastan.
Medan spaghetti ofta serveras med kött- och tomaträtter, serveras linguinen ofta med skaldjur eller pesto. Linguine är något bredare än spaghetti. Det finns en variant, linguine fine, som är ungefär lika bred som spaghetti.